# Церковь Святых Феодоров (Афины)
Хра́м Святы́х Феодоров (греч. Ναός των Αγίων Θεοδώρων) — одна из старейших церквей Афин. Церковь посвящена сразу двум святым, Феодору Тирону и Феодору Стратилату.
В фасад храма вмурованы две  мраморные таблички, свидетельствующие о том, что церковь была возведена в 1065 году чиновником Николаем Каломалосом на месте обветшавшей маленькой церкви. 
Храм принадлежит разновидности крестово-купольного вписанного храма, характерной для византийских церквей Афин. Барабан купола восьмигранный и опирается на две колонны с восточной стороны и два столпа — с западной. 
Стены храма возведены по системе кладки под названием клаузоне (opus mixtum), при которой каменные блоки перемежаются с кирпичом. Большие камни внизу кладки образуют кресты. Церковь украшена пластинами в псевдо-куфическом стиле.
Во время Греческой революции (1821 – 1832 годы) храм был сильно повреждён и отремонтирован только в 1840 году. Византийские фрески утрачены, храм заново расписан в XIX веке.

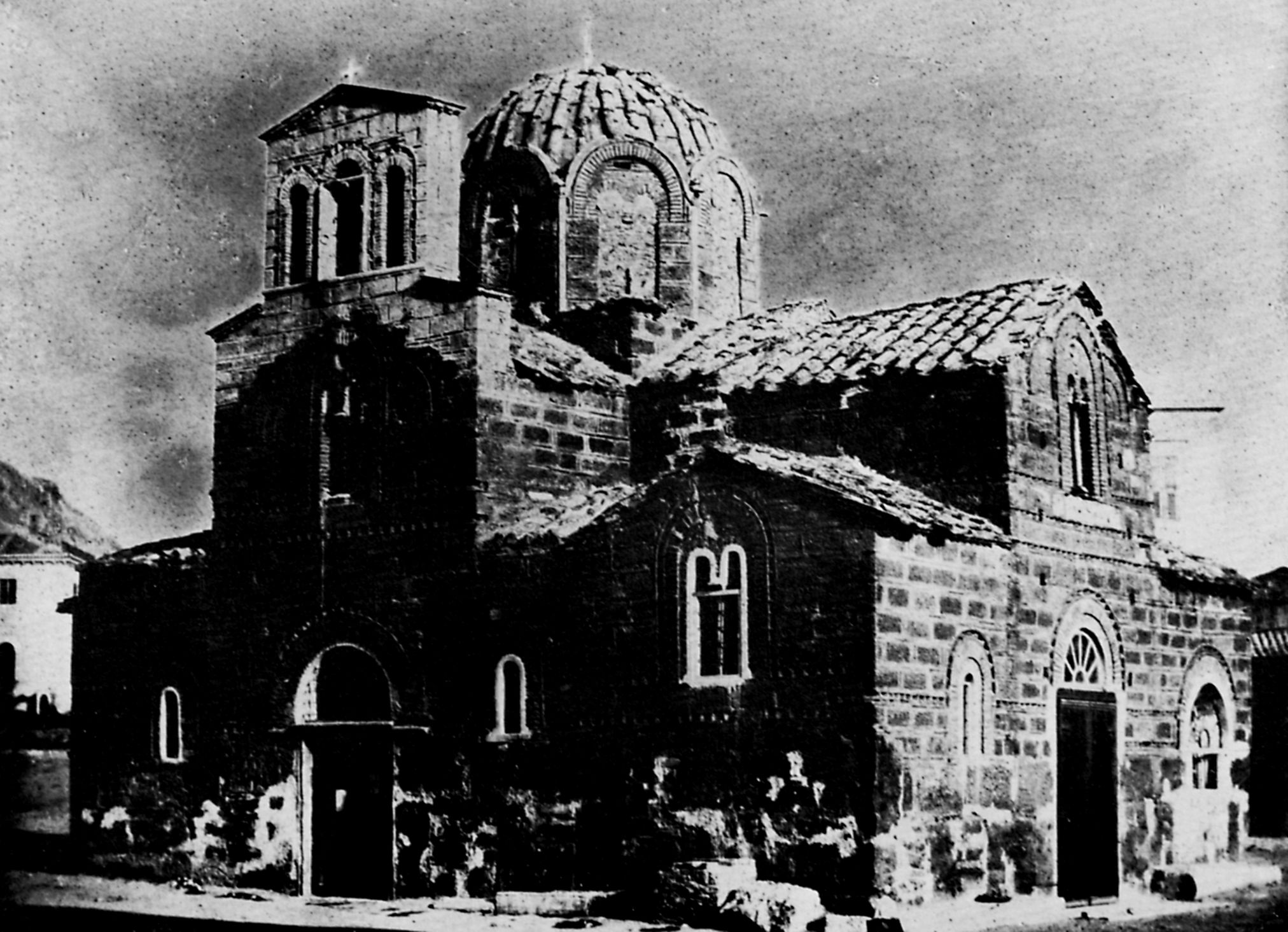
Церковь святых Феодоров в 1842 году